# Diagonalqueren

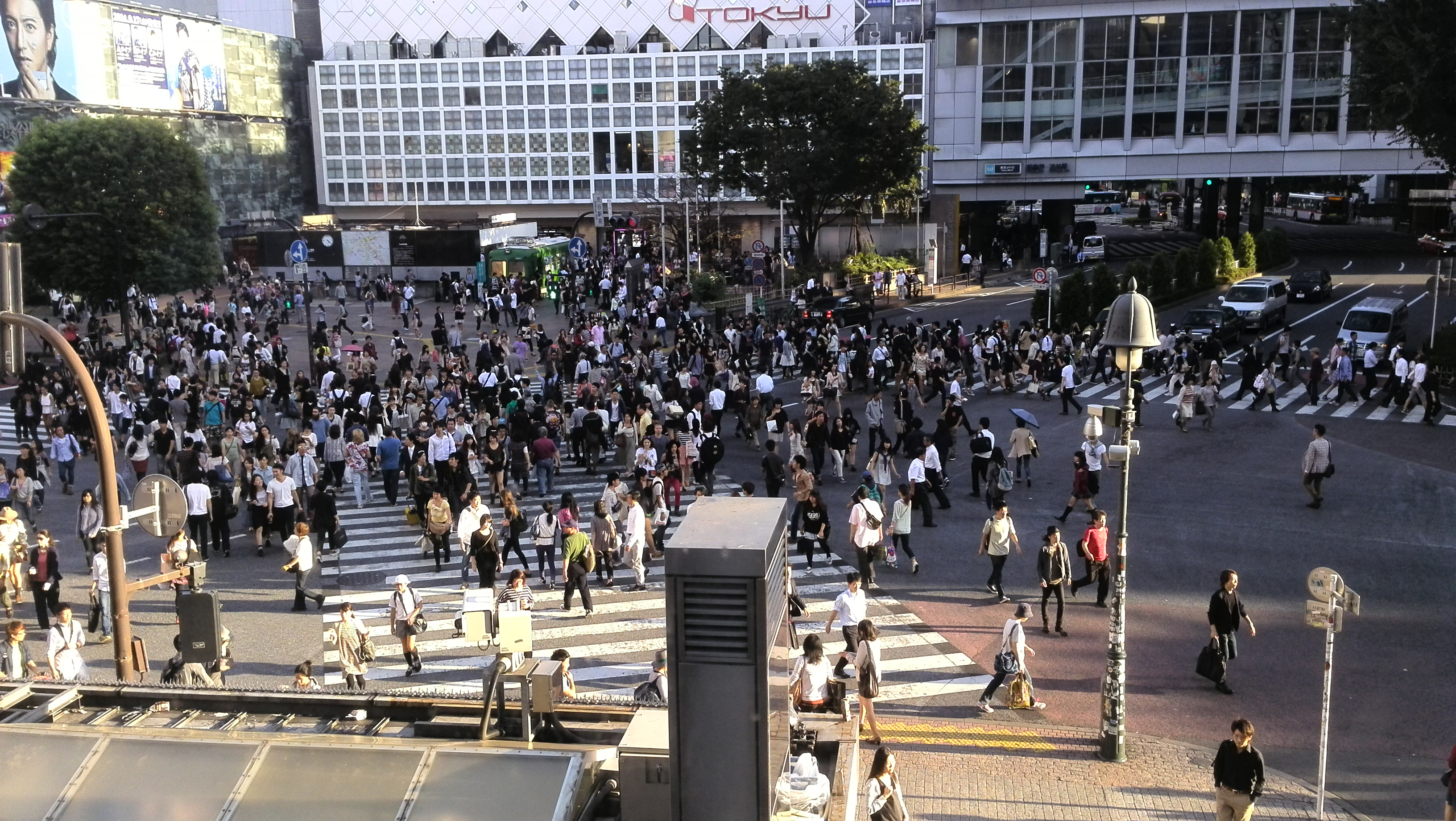
Die berühmteste Alle-gehen-Kreuzung in Shibuya, die Shibuya Crossing

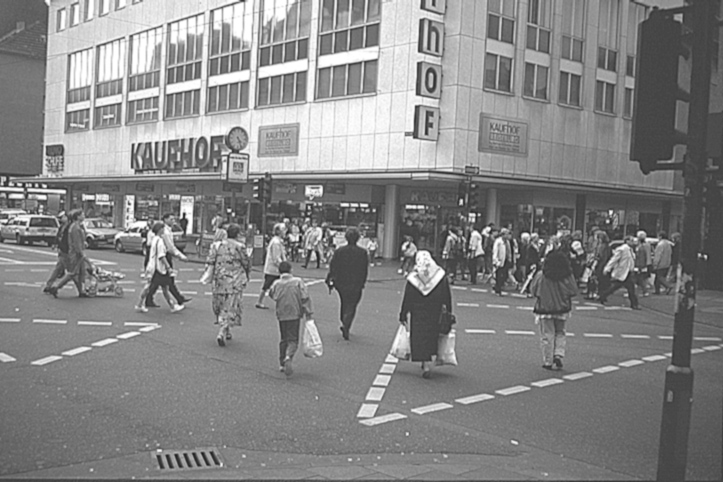
Diagonalqueren in Köln

Das Diagonalqueren (umgangssprachlich auch Alle-gehen-Kreuzung) ist eine besondere Form der Alles-Rot-Schaltung, bei der es Fußgängern möglich ist, die Straßenkreuzung nicht nur rechtwinklig, sondern auch diagonal zu queren. Dazu zählen keine Kreuzungen, wo Fußgänger aufgrund der versetzten Einmündungen schräg über die Straße laufen, wie z. B. in Aachen an der Lochner Straße/Karlsgraben. Im Englischen wird eine Diagonalquerung als „pedestrian scramble“, „Barnes Dance“ (USA und Neuseeland), „diagonal crossing“, „pedestrian priority phasing“, „pedestrian criss-cross“ oder „x-crossing“ bezeichnet.
Weltweit bekannt ist die Kreuzung vor dem Bahnhof Shibuya in Tokio.
Bei diesen Kreuzungen werden alle Fußgängerampeln gleichzeitig auf Grün geschaltet, so dass Fußgänger bei Grün nicht nur von einer Straßenseite auf die gegenüberliegende wechseln können, sondern die Kreuzung diagonal überqueren können. Bei normalen Ampeln müsste man dagegen für den gleichen Weg zwei Straßen überqueren und in der Regel noch an mindestens einer Fußgängerampel warten. Während der Grün-Phase für die Fußgänger sind alle Autoampeln auf Rot.
Kreuzungen mit Diagonalqueren erkennt man leicht daran, dass auch quer über die Kreuzung (in der diagonalen Richtung) Fußgängerfurten markiert sind. In Japan sind diese als Zebrastreifen markiert, was in Deutschland nicht zulässig ist. Außerdem haben die Fußgängerampeln in drei statt zwei Richtungen Anzeigen, nämlich auch in die diagonale.
Eine Kreuzung mit Diagonalqueren hat somit mindestens drei Ampelphasen (gegenüber normalerweise zwei):
1. Autos der horizontalen Richtung fahren.
2. Autos der vertikalen Richtung fahren.
3. Alle Fußgänger gehen.

Der Nachteil ist, dass Fußgänger, die nur eine Straße überqueren wollen, eventuell länger warten müssen als bei einer normalen Kreuzung (weil hier bei den Auto-Phasen nicht immer auch die parallelen Fußgängerampeln grün geschaltet sind).
Diesen Kreuzungstyp gab es vereinzelt bereits vor dem Zweiten Weltkrieg; er fand seine massenhafte Verbreitung in den USA aber erst 1940 durch den New Yorker Verkehrsingenieur Henry Barnes. Nach ihm heißt die Alle-gehen-Kreuzung auf Englisch auch "Barnes Dance".
In Japan wurde die Kreuzung mit Diagonalqueren zum ersten Mal am 5. März 1969 in Kumamoto eingeführt. Heute finden sich in Japan über 300 solcher Kreuzungen. Sie sind zu einem charakteristischen Merkmal der Gegenden um Bahnhofsausgänge und in belebten Einkaufsvierteln, wo die Zahl der Fußgänger sehr hoch ist, und in Shibuya sogar zu einem häufig fotografierten Wahrzeichen und Symbol für die Geschäftigkeit und Enge Tokios (viele Leute gleichzeitig überall auf der Straße) geworden.
Der japanische Name (jap. スクランブル交差点 sukuranburu kosaten, sukuranburu als Transkription vom englischen 'scramble', siehe Bezeichnung oben) bedeutet Knäuel-Kreuzung. Er kommt daher, dass bei dieser Kreuzung alle in alle möglichen Richtungen gehen und sich daher in der Mitte der Kreuzung theoretisch ein Knäuel aus Fußgängern bildet, die sich gegenseitig blockieren. In der Praxis gibt es aber immer eine dominante Richtung (in Shibuya etwa die Diagonale Bahnhof- und Centergai-Straße), so dass nur die "rezessiven" Fußgänger von einer "Blockier"-Kreuzung sprechen würden.
In Deutschland gibt es Diagonalquerungen, die als solche auch signalisiert und markiert werden, nur in Köln (Neusser Straße/Wilhelmstraße sowie Mengenicher Straße/Schulstraße), Berlin (Friedrichstraße/Kochstraße), Witten (Ruhrstraße/Wiesenstraße; nur Diagonalampeln, keine Bodenmarkierung) und Wuppertal (Loher Straße/Wartburgstraße). Dafür werden die Lichtsignalanlagen mit zusätzlichen Fußgängersignalgebern und Markierungen in diagonaler Richtung ausgestattet. Eine weitere Variante der Diagonalquerung ist in Darmstadt-Arheilgen (Messeler Straße/Untere Mühlstraße) im Januar 2012 in Betrieb gegangen. Dabei handelt es sich um eine Bedarfsampel, die nur nach Anforderung durch Fußgänger den Verkehr in alle Richtungen sperrt und das Queren ermöglicht. Die Rundum-Grün-Signalisierung der Fußgänger ohne Diagonalqueren (alle Fußgängerampeln sind gleichzeitig grün, diagonales Queren durch Fußgänger ist also gefahrlos, aber nicht durch Bodenmarkierungen oder speziell ausgerichtete Ampeln kommuniziert) ist in Deutschland weitaus verbreiteter. Es wird meist an schwach belasteten Knotenpunkten eingesetzt. Beispiele für eher stark befahrene Kreuzungen mit gleichzeitiger Grünphase aller Fußgängerampeln sind die Kreuzungen Saarstraße/Hohenzollernstraße und Paulinstraße/Zeughausstraße/Balthasar-Neumann-Straße in Trier (Stand 2020). München plant am Hauptbahnhof für 2022 eine Diagonalquerung.[veraltet]